# Rebeca (Kurzfilm)
Rebeca ist ein deutscher Kurzfilm von Gonzalo H. Rodríguez aus dem Jahr 2009. In Deutschland feierte der Film am 2. Mai 2009 bei den Internationalen Kurzfilmtagen in Oberhausen Premiere.

## Handlung
Rebeca – die Großmutter von Gonzalo H. Rodríguez – starb 1993 bei einem Autounfall in Lima. Er versucht ihren Tod nun in einen Kontext zu seiner Entwicklung als Künstler zu setzen und sucht nach Identität.

## Kritiken
„Im Zuge einer brüchigen, suchenden Bewegung kommen unterschiedlichste filmische Mittel zur Anwendung: Ein verschüttetes Leben wird in Bild, Schrift und Ton, in visuellen Assoziationen, in mimetischen Anverwandlungen, mittels Dokumenten und in fragmentarischen Interviews umkreist. Ansätze werden erprobt und wieder verworfen. Am Ende steht keine gesicherte Erkenntnis. Die Suche geht weiter. Der Gewinn liegt in eben dieser Erfahrung.“

## Auszeichnungen
Internationale Kurzfilmtage Oberhausen 2009
- 3sat-Förderpreis

Expresion en Corto – International Film Festival
- Lobende Erwähnung